# AUCTeX
AUCTEX ist eine Erweiterung für die Editoren GNU Emacs und (bis einschließlich Version 11.92) XEmacs. Es bietet eine integrierte Entwicklungsumgebung für TeX, LaTeX, Texinfo und ConTeXt, die diese Editoren um viele wichtige Funktionen, die nicht im Standard-TeX-Mode enthalten sind, ergänzt. Dadurch wird das Schreiben wissenschaftlicher Arbeiten erheblich erleichtert.
TeX-Compiler und ergänzende Programme wie BibTeX, PDF- und DVI-Viewer können direkt aus AUCTeX gestartet werden.
AUCTeX enthält preview-latex, das mithilfe von PostScript eine Vorschau für Tabellen, Formeln und Bildern generiert und direkt im Editor anzeigt. Dazu benutzt es TeX und verschiedene Tools zum Generieren der Vorschaubilder und der entsprechenden Literatur- und Querverweise.
Zusammen mit dem reftex-mode, der Teil von Emacs ist, können Querverweise (auch zu Bibliographien) besonders leicht bearbeitet werden.
AUCTeX ist freie Software unter der GNU General Public License und soll schließlich den Standard-TeX-Mode in Emacs ersetzen.